# Rząd Gruzji
Rząd Gruzji - konstytucyjny, kolegialny organ władzy wykonawczej w Gruzji. Pierwszy gruziński rząd powstał w 1918 i został sformowany przez Noe Żordanię, choć kierowany był przez Noego Ramiszwilego. Do 24 stycznia 2008 Rada Ministrów składała się z premiera oraz 13 ministrów. Po wygraniu wyborów prezydenckich w 2008 roku Micheil Saakaszwili wprowadził znaczące zmiany w kształcie rządu gruzińskiego którego premierem był Lado Gurgenidze. W ramach zmian przeprowadzonych przez Saakaszwilego powstało pięć Ministerstw Stanu oraz 14 ministerstw departamentalnych. Ministrowie stanu zajmują się następującymi funkcjami: polityką euroatlantycką, polityką ds. diaspor, polityką ds. uchodźstwa i zakwaterowania, a także integracją europejską i problemami regionalnymi.

## Obecny rząd
Źródło:
- Premier: Giorgi Kwirikaszwili
- Wicepremier i Minister Energii: Kacha Kaladze
- Wicepremier i Minister Gospodarki i Zrównoważonego Rozwoju: Dmitrij Kumsiszwili
- Minister Stanu ds. Diaspory: Gela Dumbadze
- Minister Stanu ds. Uchodźstwa i Zakwaterowania: Sozar Subari
- Minister Stanu ds. Reintegracji: Paata Zakareiszwili
- Minister Stanu ds. Integracji Europejskiej i Euroatlantyckiej: Dawit Bakradze
- Minister Spraw Zagranicznych: Micheil Janelidze
- Minister Spraw Wewnętrznych: Giorgi Mgebriszwili
- Minister Obrony: Tinatin Chidaszeli
- Minister Edukacji i Nauki: Tamar Sanikidze
- Minister Rolnictwa: Otar Danelia
- Minister Sprawiedliwości: Tea Tsulukiani
- Minister Kultury i Ochrony Zabytków: Micheil Giorgadze
- Minister Ochrony Środowiska i Zasobów Naturalnych: Gigla Agulaszwili
- Minister Pracy, Zdrowia i Polityki Społecznej: Dawit Sergiejenko
- Minister Finansów: Nodar Chaduri
- Minister Rozwoju Regionalnego i Infrastruktury: Nodar Jawachiszwili
- Minister Więziennictwa: Kachi Kachiszwili
- Minister Sportu i Spraw Młodzieży: Tariel Chechikaszwili